# Эллисон Кэмерон
Эллисон Кэмерон (англ. Allison Cameron) — персонаж американского телесериала «Доктор Хаус» в исполнении Дженнифер Моррисон.

## Характеристика
Кэмерон известна своей честностью и искренностью. Она возражает против методов Хауса относительно обмана пациентов. Она легко завоёвывает доверие пациентов, может получить согласие на диагностические процедуры, что для Хауса с его грубостью часто является проблематичным.

## Биография
До работы в команде Хауса Кэмерон прошла интернатуру в клинике Майо и была одним из лучших студентов в своём классе во время учёбы в медицинской школе. Несмотря на свою доброту и серьёзность, Кэмерон не избежала трагических событий в своей жизни. Её болезненное отношение к смерти объясняется тем, что в 21 год она влюбилась в умирающего человека и вышла замуж за него. Брак продлился 6 месяцев и закончился смертью её мужа от рака щитовидной железы.
В первом сезоне Кэмерон флиртует с Хаусом, и это заканчивается свиданием. В третьем сезоне Кэмерон целует Хауса (хотя это было сделано с целью добыть образец его крови). В конечном счёте отношения сходят на нет, поскольку начинаются отношения с Чейзом. Скорее всего помогла уйти из жизни смертельно больному пациенту в эпизоде «Информированное согласие». В конце третьего сезона Кэмерон увольняется после того, как уволился Форман и Хаус уволил Чейза. В четвёртом и пятом сезонах Кэмерон работает в Принстон-Плейнсборо врачом скорой помощи и продолжает свои отношения с Чейзом. Кроме того, она иногда помогает в решении запутанных случаев Форману и новым членам команды Хауса, несмотря на то, что те однажды саботируют её работу.
В финальной серии пятого сезона выходит замуж за Роберта Чейза, но отношения портятся после убийства Чейзом пациента. Пытаясь спасти брак, Кэмерон предлагает мужу вместе уволиться и переехать в другой город. Чейз выбирает остаться и вернуться в команду Хауса, и Кэмерон уезжает одна. Вновь возвращается в 16 серии шестого сезона «Изоляция» («Lockdown»), чтобы окончательно развестись с ним. Но, несмотря на все это, расстаются они в очень хороших отношениях.
После увольнения из Принстон-Плейнсборо возглавила отделение реаниматологии в Чикаго.
В последней серии восьмого сезона появляется в виде галлюцинации Хауса, рассуждая с ним о возможности избавления от страданий путём смерти, затем настоящая на его похоронах.